# Hutnik (Głogów)
Osiedle Hutnik w Głogowie - osiedle mieszkaniowe na terenie miasta Głogowa. Obecnie liczy 8549 mieszkańców i jest 4 pod względem liczby mieszkańców osiedlem w mieście. Nazwa pochodzi od głównego ośrodka przemysłowego w mieście - Huty Miedzi Głogów.

## Położenie
Dzielnica podzielona została na część I i II oraz osiedle słoneczne. Na terenie osiedla znajdują się liczne parki i przepływający strumyk Sępolno oraz rondo Konstytucji 3 Maja wyróżniające się swoimi rozmiarami. Znajdują się tu również zespoły ogródków działkowych: "Osiedle", "Zacisze", "Wisienka".

## Granice osiedla
Północ - Matejki, Stare Miasto

Południe - Ruszowice

Wschód - Żarków

Zachód - Chrobry, Kościuszki, Kopernik

## Edukacja
Na terenie osiedla rozmieszczone były następujące placówki oświaty:
Przedszkola:
- Przedszkole Publiczne nr 5
- Przedszkole Publiczne nr 7
- Przedszkole Niepubliczne Promyk (dawne nr 11)

Szkoły podstawowe:
- Ekologiczna Szkoła Podstawowa nr 7 im. Stanisława Staszica

Gimnazja:
- Gimnazjum nr 4 im. Odkrywców Polskich

Szkoły średnie:
- II Liceum Ogólnokształcące im. Mikołaja Kopernika

## Główne ulice
- Budowlanych
- Ignacego Daszyńskiego
- Stanisława Moniuszki
- Mieczysława Niedziałkowskiego